# Steve Ishmael
Steve Ishmael (Miami, 18 luglio 1995) è un giocatore di football americano statunitense che milita nel ruolo di wide receiver nella National Football League (NFL).
Non selezionato al Draft NFL 2018, Ishmael firmò come undrafted free agent con gli Indianapolis Colts. Al college ha giocato a football per Syracuse.

## Carriera universitaria
Ishmael frequentò l'Università di Syracuse dal 2014 al 2017. In quattro anni negli Orange, Ishmael totalizzò 219 ricezioni per 2.891 yard e 18 touchdown.
Come senior nel 2014, Ishmael totalizzò più di 100 yard su ricezioni in otto partite, inclusa quella contro Florida State nella quale registrò 143 yard e quella contro Boston College nella quale registrò 187 yard. In quella stagione, Ishmael si classificò secondo nella Division I FBS per ricezioni (105) e terzo per yard ricevute 1.347. Superò così il record scolastico precedentemente imposto da Marvin Harrison per yard ricevute in carriera e superò quello stabilito da Amba Etta-Tawo per ricezioni in una singola stagione. Al termine della stagione 2017, Ishmael fu nominato alla formazione ideale All-ACC.

## Carriera professionistica

### Indianapolis Colts
Il 10 maggio 2018, dopo non essere stato selezionato al Draft NFL 2018, Ishmael firmò come undrafted free agent con gli Indianapolis Colts. Venne svincolato il 1º settembre 2018 e firmato per la squadra d'allenamento il giorno successivo. Il 26 ottobre 2018, Ishmael venne promosso alla prima squadra. Venne svincolato il 9 novembre 2018. Il 13 novembre 2018, Ishmael ri-firmò con i Colts e venne assegnato alla squadra di allenamento. Il 13 gennaio 2019 firmò un contratto con riserva. Il 7 agosto 2019 fu inserito nella lista degli infortunati a causa di un infortunio al ginocchio.
Il 27 aprile 2020 fu svincolato dai Colts.